# Symfonie nr. 4 (Zwilich)
Ellen Taaffe Zwilich voltooide haar Symfonie nr. 4 "The Gardens" in 1999.
De compositie kwam tot stand op verzoek van twee alumni (John en Dottie Withrow) van de Staatsuniversiteit van Michigan, die op deze wijze hun universiteit wilden eren; bijzondere aandacht ging daarbij uit naar de tuinen behorende bij die universiteit, vandaar de subtitel. Mevrouw Zwilich schreef een symfonie met bijbehorende structuur voor koor en orkest. De eerste uitvoering was op 5 februari 2000 gespeeld door het universiteitsorkest met bijbehorend koor en kinderkoor onder leiding van Leon Gregorian. Plaats van handeling was The Wharton Centre for the Performing Arts van de universiteit in East Lansing. In 2008 kwam pas de opvolgende symfonie.

## Muziek
De compositie kent de traditionele vierdelige opzet en structuur:
1. Introduction: Litany of endangered plants (5 minuten)
2. Meditation on living fossils (6)
3. A pastoral journey (8)
4. The children’s promise (8)

Deel 1 is bestemd voor het gehele ensemble. De muziek ondersteunt een litanie van een aantal plantensoorten die met uitsterven bedreigd worden zoals de Castanea dentata; de litanie wordt afgesloten met de Opuntia fragilis, daarbij wordt “fragilis” (breekbaar) aan aantal malen herhaald om te benadrukken hoe gevoelig de natuur kan zijn voor het ingrijpen van de mens.
Deel 2 is instrumentaal; een meditatie over de geschiedenis van het leven op aarde, maar ook over het leven zelf, terug te brengen vanuit de fossiele bomen op de campus.
Deel 3 voor het gehele ensemble (de kinderen gebruiken “handbells”) is een hommage aan het tuinencomplex als geheel en verwijst naar de Bijbel: Behold the lilies; they toil not, they spin not, but Solomon in all his glory was not adorned like one of these.
Deel 4 is de afsluiting voor twee koren en orkest en is speciaal gericht op de kindertuin verbonden aan de universiteit. In die tuin is bijvoorbeeld een alfabet zichtbaar, maar er is ook een pizzatuin. De tekst wijst weer terug op Latijnse namen voor planten, maar ook Indiaanse teksten worden gezongen over eerbied voor alles van leeft.

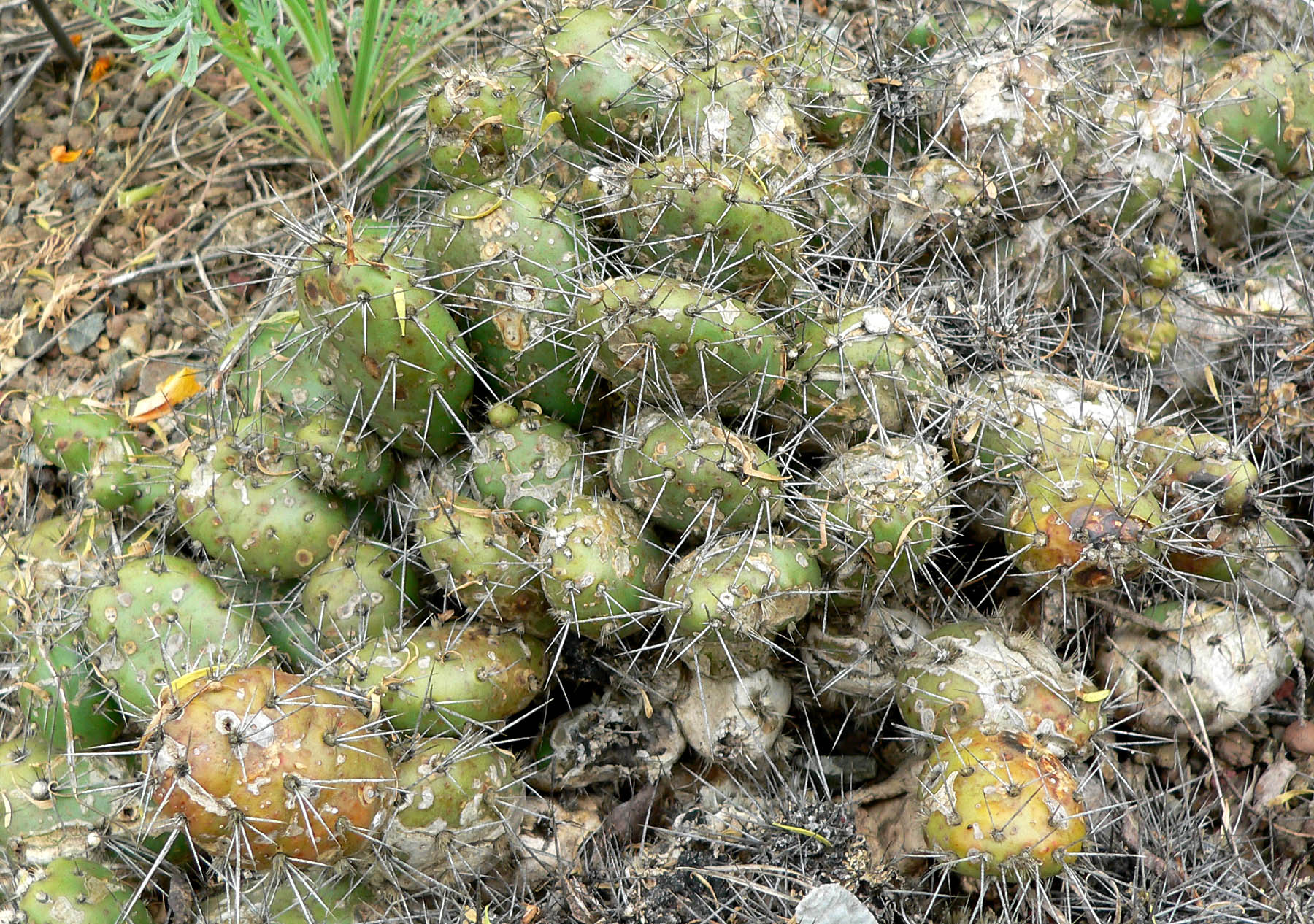
Opuntia fragilis

De muziek is  neoclassicistisch te noemen met lange melodielijnen. Deze worden af en toe ondersteund door aanzetten van ritmische minimal music in de stijl van Steve Reich zonder dat dat tot volledige ontwikkeling komt. Andere moderne kenmerken zijn de stijgende en dalende arpeggios met dissonanten die hier en daar opduiken.

## Orkestratie
- 3 dwarsfluiten waarvan 1 ook piccolo, 2 hobo’s waarvan 1 ook althobo, 3 klarinetten waarvan 1 ook basklarinet, 3 fagotten waarvan 1 ook contrafagot
- 4 hoorns, 2 trompetten, 3 trombones, 1 tuba ;
- 1 stel pauken, 3 man / vrouw percussie, handbells voor kinderen,
- violen, altviolen, celli, contrabassen.

## Discografie

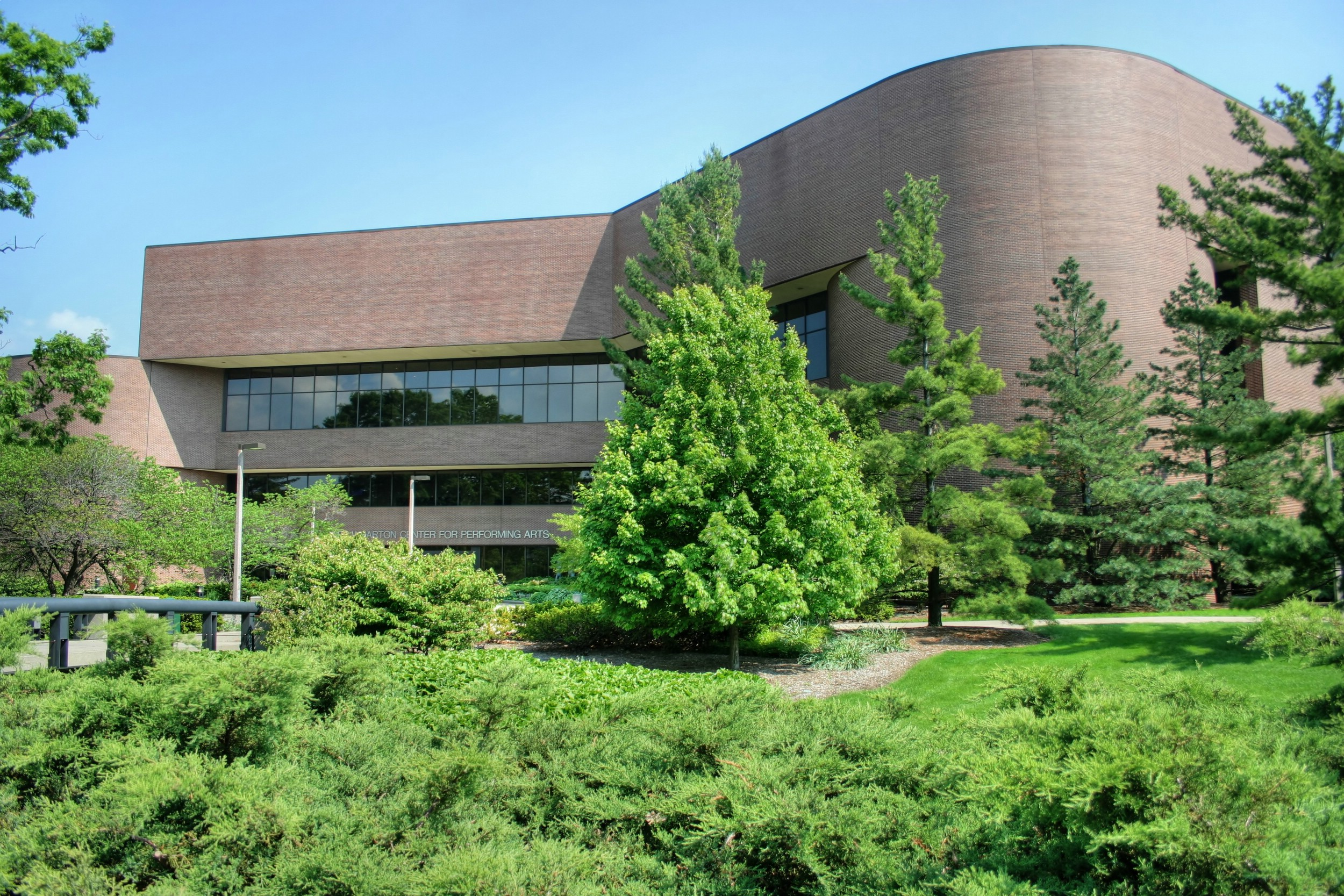
Wharton Centre; concertzaal van opnamen en première

- Uitgave Koch International: Michigan State University Symphony Orchestra met koor en kinderkoor onder leiding van Leon Gregorian in een opname gemaakt rondom de première. Deze compact disc is niet meer verkrijgbaar; Koch stopte met klassieke muziek en distributie in Nederland en later voor de gehele wereld. Het album is gewild: op Amazon.com en haar filialen wordt rond de 100 euro gevraagd (gegevens februari 2010).